# Берневиц, Карл Ганс
Карл Ганс Берневиц (нем. Carl Hans Bernewitz; 17 мая 1858[…], Блидене, Курляндская губерния — 19 декабря 1934, Кассель) — скульптор Германии.

## Биография
Родился в 1858 году в Блидене, Российская империя (ныне — Латвия), в остзейской немецкой (возможно, дворянской) семье. В 1871 году переехал с родителями в Венден (ныне — Цесис). Проявив интерес к скульптуре, сначала учился в Риге у Августа Фольца, а в 1881 году поступил в Академию художеств в Берлине, где продолжил своё образование в мастерской Рейнгольда Бегаса.
После окончания Академии, в 1887 году совершил образовательное путешествие в Италию, а затем вернулся в Берлин, где стал помощником своего прежнего учителя Бегаса и участвовал в реализации нескольких крупных полученных им заказов, включая Национальный памятник кайзеру Вильгельму, для которого создал квадригу, символизирующую Баварию. Помимо этого, Беневиц сотрудничал с Королевской фарфоровой фабрикой в Берлине.
В 1904 году он переехал в Кассель, чтобы занять должность преподавателя в местной художественной школе. В 1908 году он получил там звание профессора. 
Одной из самых известных работ Берневица стала скульптура святого Альберта Рижского для фасада Домского собора (восстановлена). Он также создал скульптуру «Книжный червь» для кассельской публичной (ныне — университетской) библиотеки; ряд надгробий, бюстов и т.д.
Скончался в 1935 году в Касселе.

## Галерея
- Статуя святого Альберта Рижского на фасаде Домского собора, Рига
- Та же статуя, общий вид
- Парные скульптурные группы «Работник с конём» и «Работница с быком», Мюнстер, Германия
- Книжный червь. Статуэтка.